# Signalinstrument

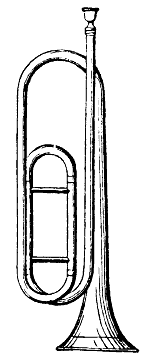
Naturtrumpet, Nordisk familjebok.

Signalinstrument är ett musikinstrument som används för att kommunicera över ett större avstånd. Trumpet och trumma användes förr i arméer för att ge signaler både i strid, i förläggning och under marsch. Skepparpipan används än idag på örlogsfartyg, men numera mest för ceremoniella uppgifter. Jakthorn har, i varje fall tidigare, använts för signalering i samband med jakt.